# Carrozzeria Fantuzzi
Carrozzeria Fantuzzi was een Italiaans bedrijf dat zich specialiseerde in het ontwerpen en produceren van autocarrosserieën voor racewagens.  Het bedrijf werd opgericht in 1939 en staakte in 1993 zijn activiteiten.

## Geschiedenis
Carrozzeria Fantuzzi werd opgericht door Merdardo Fantuzzi en zijn broer Gino. Het bedrijf had in de jaren vijftig nauwe banden met Maserati en lag mee aan de basis van enkele legendarische raceauto's waaronder de Maserati A6GCM (1951), de Formule 1 racewagen Maserati 250F (1954), de Maserati 300S (1955) en de Maserati 200SI (1957). Fantuzzi had toen nog geen eigen fabrieksgebouw, de werkplaats was gehuisvest in de Maserati-fabriek.
Nadat Maserati eind jaren vijftig stopte met racen begon Fantuzzi voor Ferrari te werken. Uit de werkplaatsen van het bedrijf kwamen de Ferrari 250 Testa Rossa Spyder (1961), de Ferrari 330TRI (1962) en de Formule 1 racewagen Ferrari 1512 (1964). Daarnaast werkte Fantuzzi ook voor De Tomaso (P70, Isis en Tipo 801), ATS en Scuderia Serenissima.
Eind jaren zeventig nam de zoon van Medardo Fantuzzi, Fiorenzo, de leiding over en hield het bedrijf zich bezig met de restauratie van historische racewagens. In 1993 stopte Fantuzzi de activiteiten.

## Fotogalerij

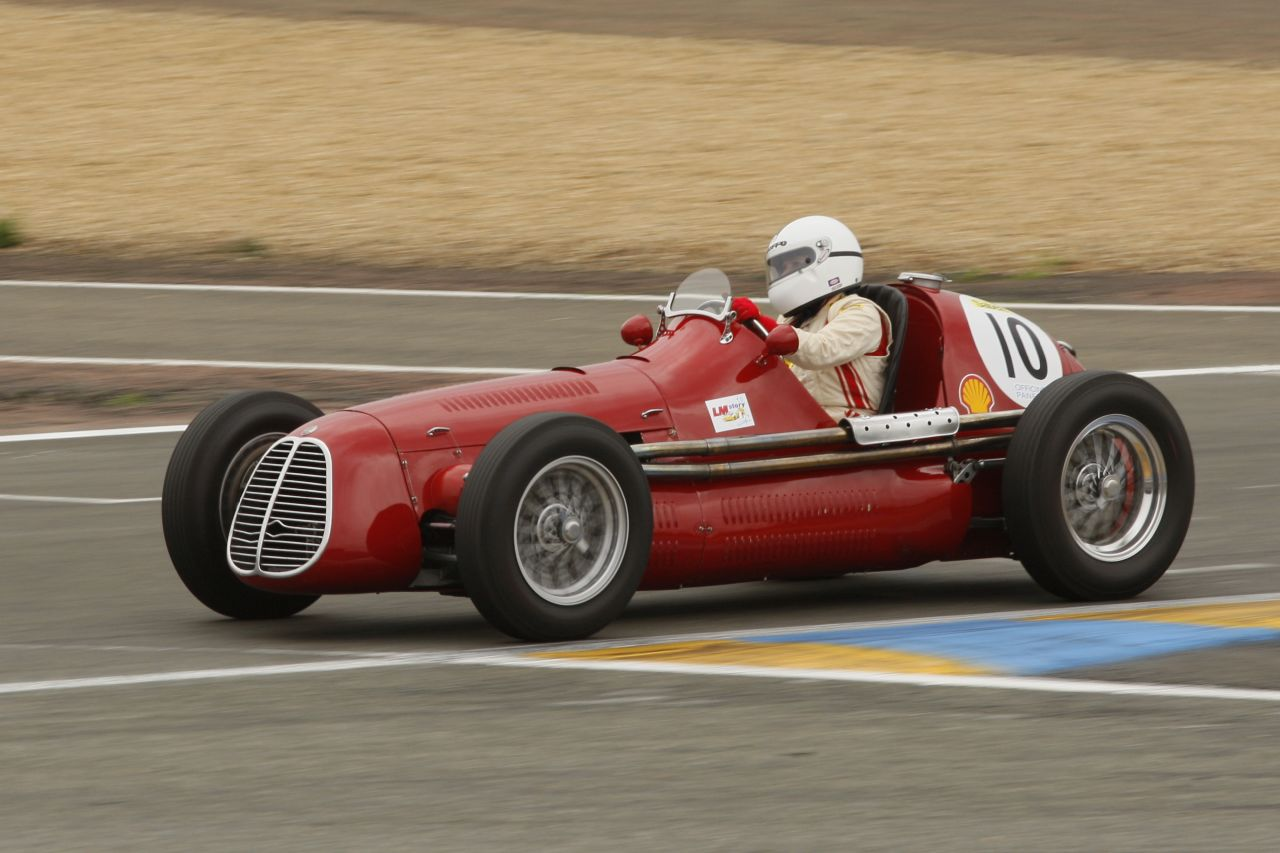
Maserati A6GCM met een carrosserie van Fantuzzi
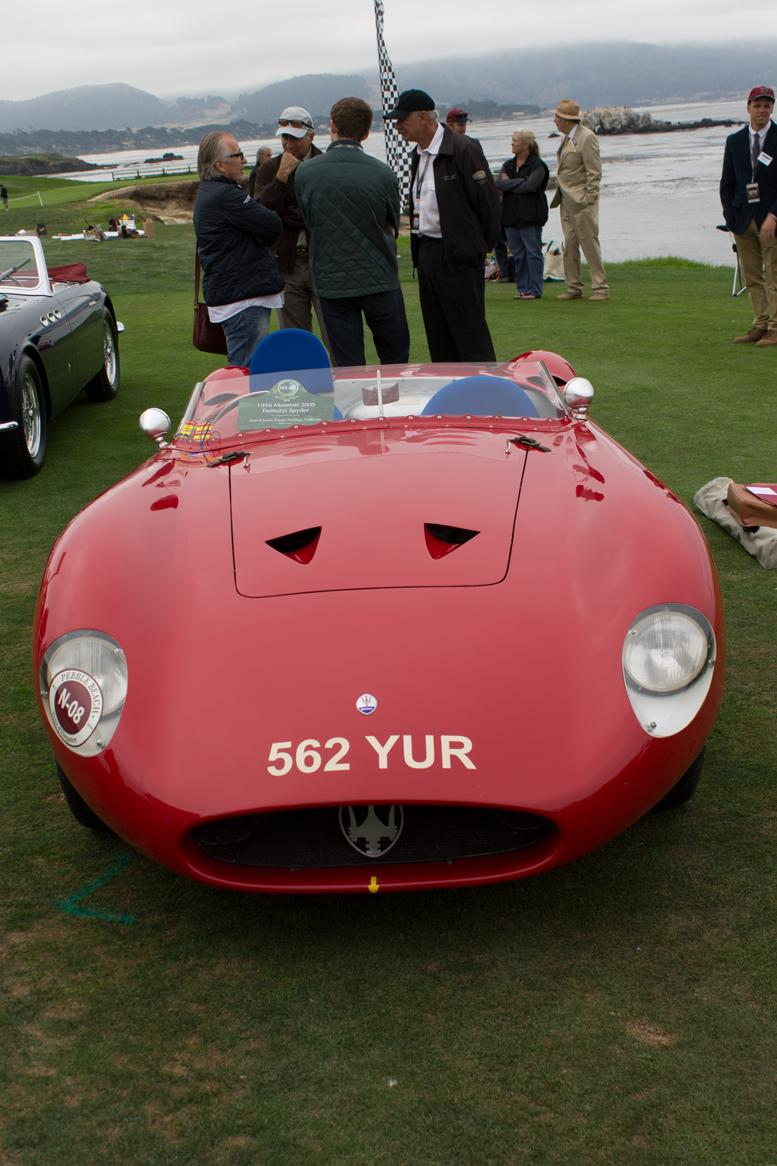
Maserati 300S Fantuzzi Spyder
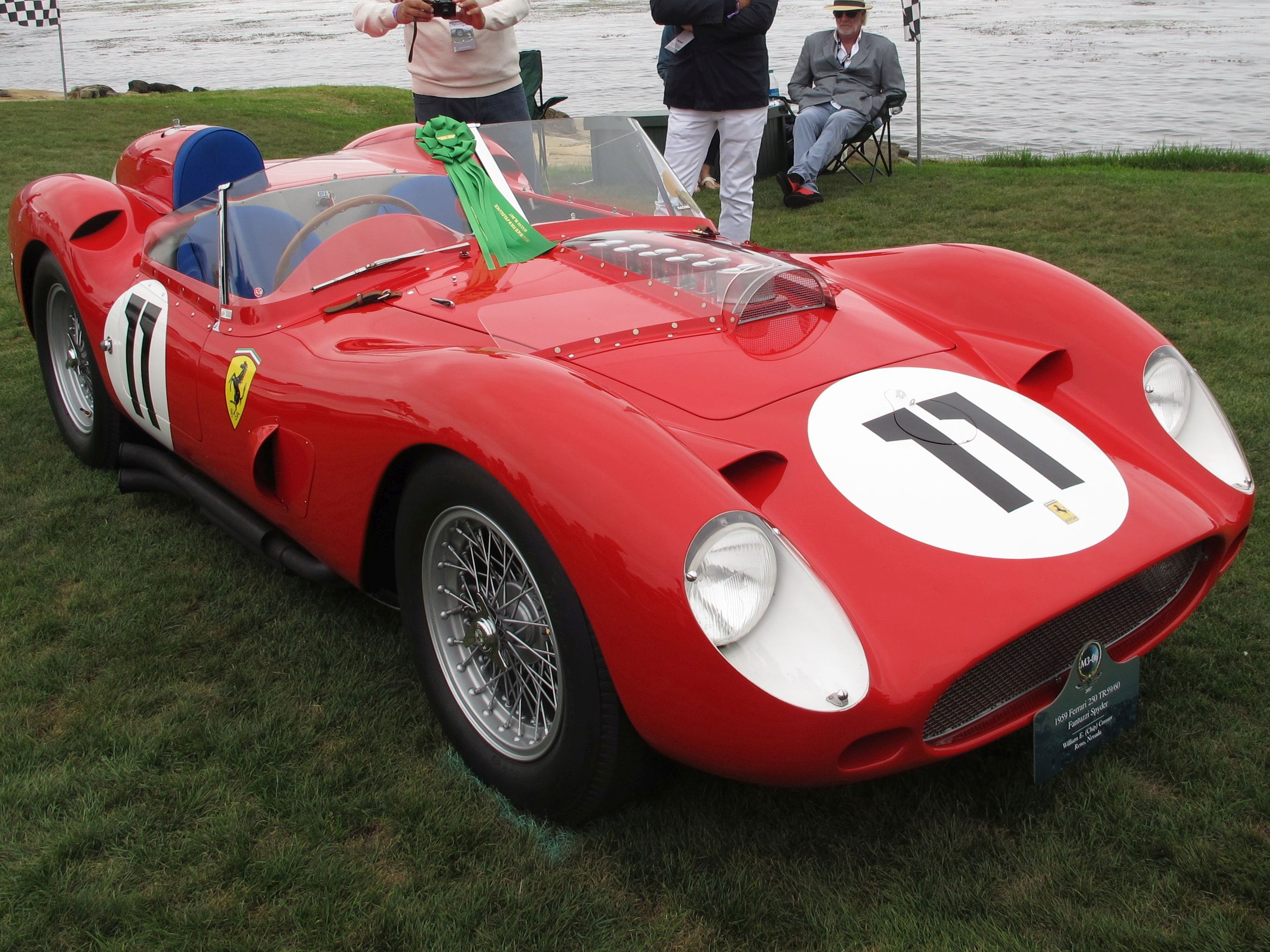
Ferrari 250 Testa Rossa Fantuzzi Spyder
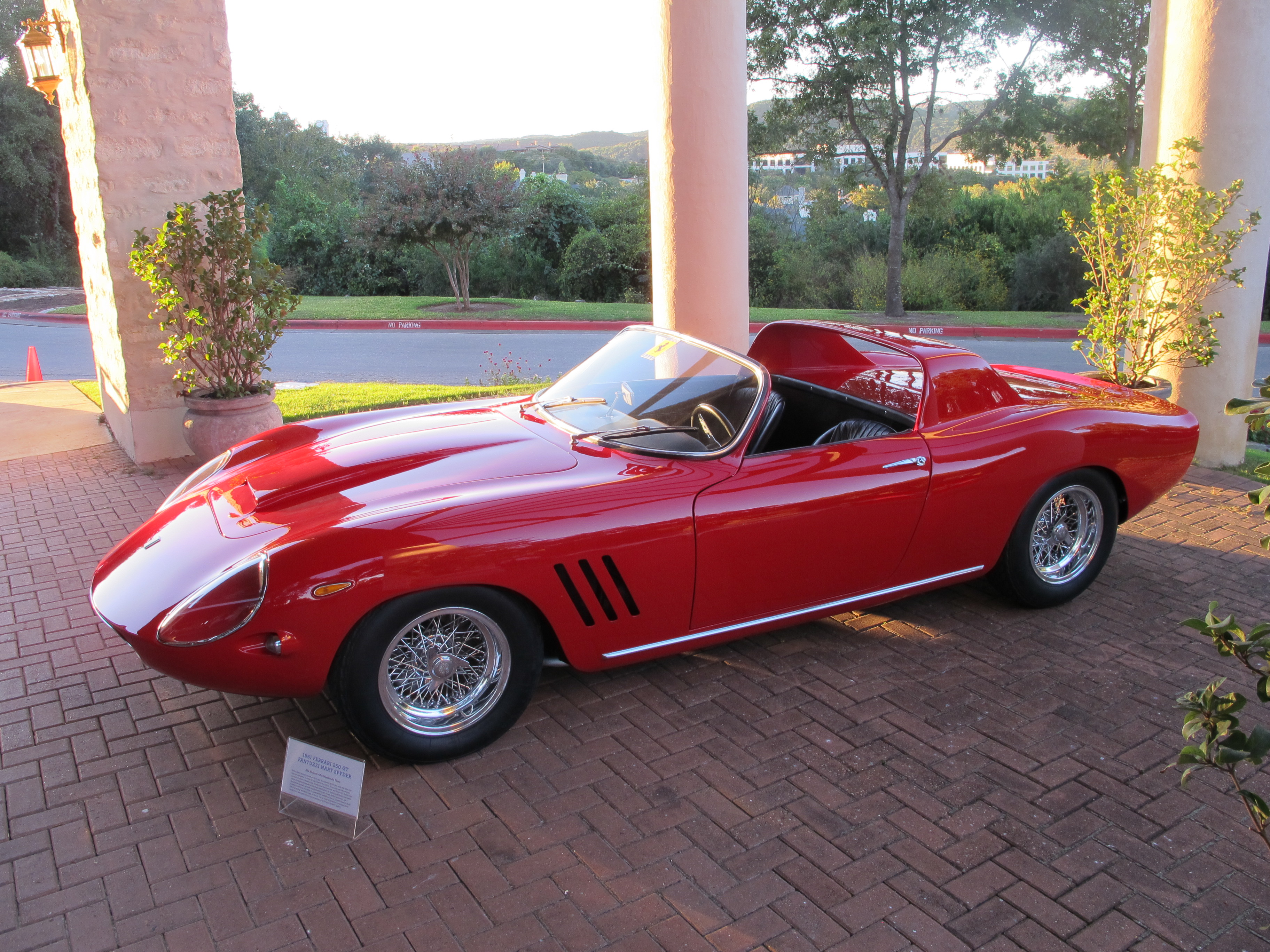
Ferrari 250 GT Fantuzzi NART Spyder
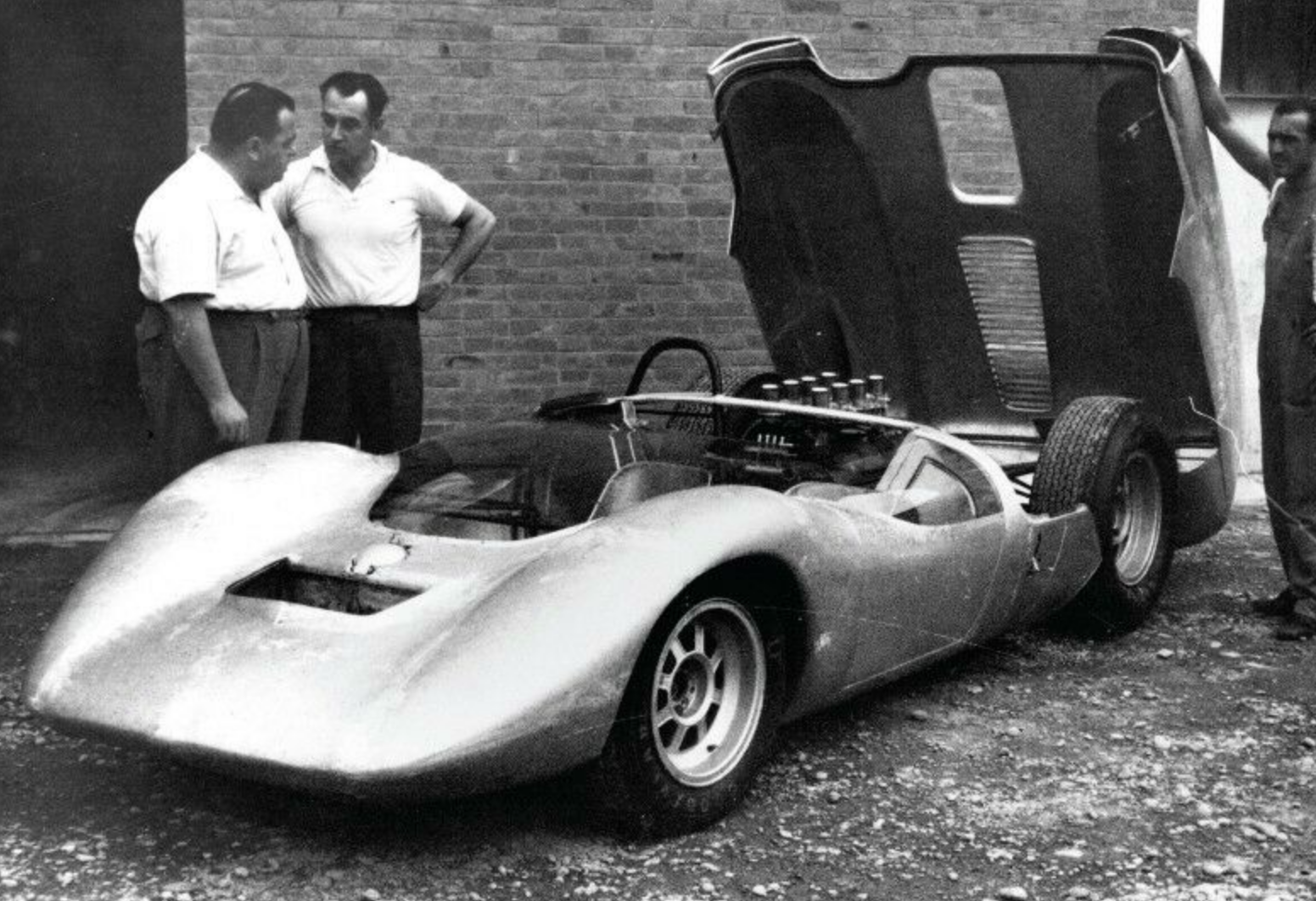
De Tomaso P70, met in de achtergrond Medardo Fantuzzi en Alejandro de Tomaso
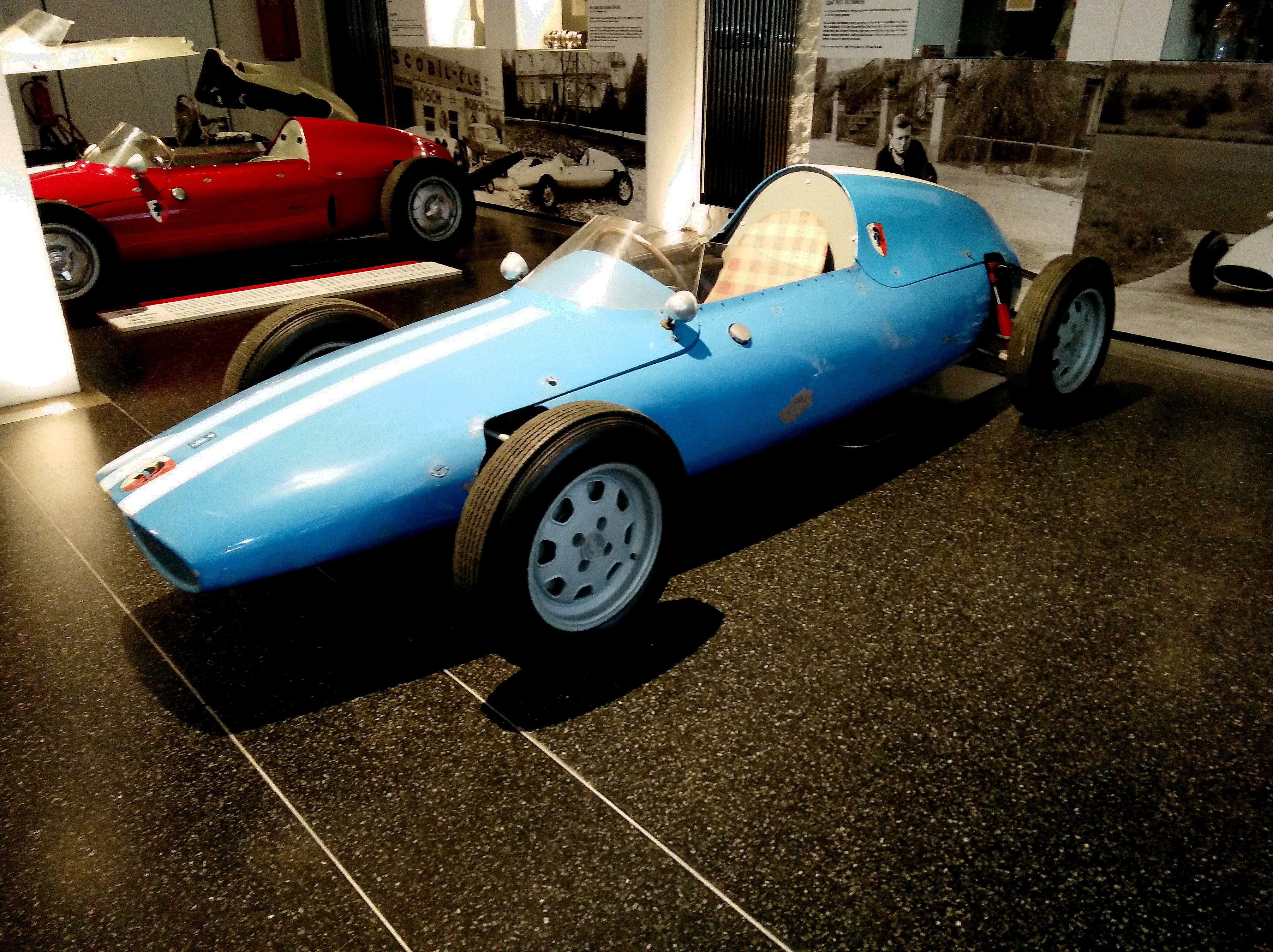
De Tomaso Isis, een Formule Junior racewagen met een carrosserie van Fantuzzi

## Trivia
- In 2014 ging een Ferrari 250 GT Fantuzzi NART Spyder onder de hamer op de RM Sotheby's Monterey veiling voor meer dan 1 miljoen dollar.[2]